# Osoba i duh
Osoba i duh je bio hrvatski emigrantski list.
Pokrenuli su ga u Madridu Hijacint Eterović i Luka Brajnović.
Izlazio je u Albuquerqueu od 1949. i poslije u Madridu (od 1951.) sve do 1956.
List je glasio kao list katoličkih hrvatskih intelektualaca. 
Deklarirala se i kao "revija za duhovno-naučna pitanja" i "revija za duhovno-znanstvena pitanja".
Ravnatelj ovog lista je bio p. Hijacint dr. Eterović, a uređivao ga je Luka Brajnović.